# 蒙特卡洛 (米西奧內斯省)

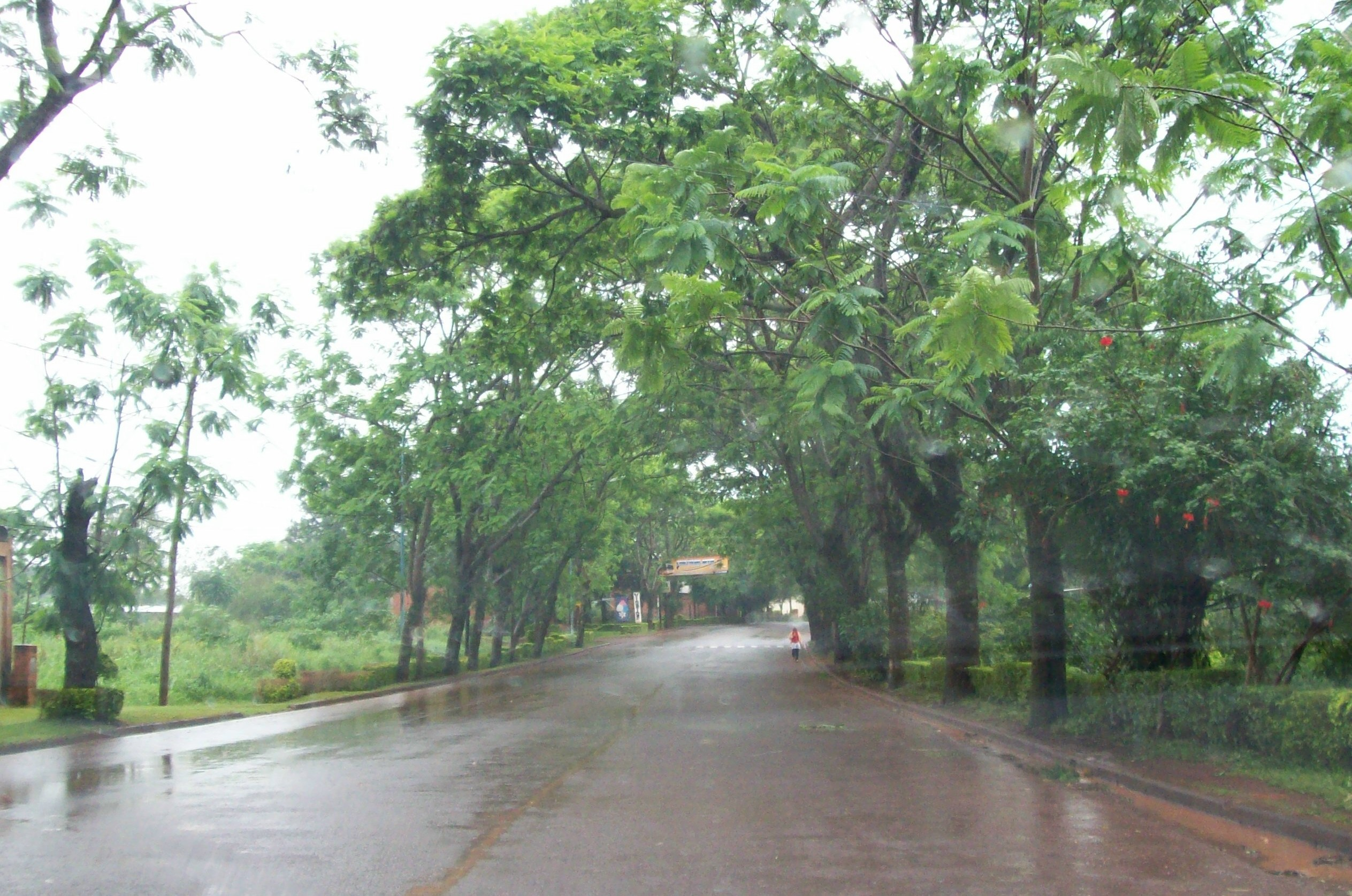
蒙特卡洛

蒙特卡洛（西班牙語：Montecarlo），是阿根廷的城鎮，位於該國東北部米西奧內斯省，是蒙特卡洛縣的首府，面積958平方公里，海拔高度175米，2010年人口24,338，人口密度每平方公里23人。
26°34′S 54°47′W / 26.567°S 54.783°W